# Équipe de Tunisie de volley-ball en 1995
L'équipe de Tunisie de volley-ball décroche le championnat d'Afrique à Tunis après huit ans de disette. En novembre, l'équipe dispute la coupe du monde au Japon et termine dernière.

## Matchs
| Date              | Lieu      | Adversaire   | Score                      | Durée | Compétition | Meilleur marqueur | Référence |
| octobre 1995      | Tunis     | Kenya        | 3-0                        | -     | CHAN        | -                 |           |
| octobre 1995      | Tunis     | Maroc        | 3-1                        | -     | CHAN        | -                 |           |
| octobre 1995      | Tunis     | Égypte       | 3-0                        | -     | CHAN        | -                 |           |
| octobre 1995      | Tunis     | Cameroun     | 3-0                        | -     | CHAN        | -                 |           |
| 21 octobre 1995   | Tunis     | Algérie      | 3-1                        | -     | CHAN        | -                 |           |
| 18 novembre 1995  | Kumamoto  | Pays-Bas     | 0-3 (11-15 4-15 5-15)      | -     | CM          | -                 |           |
| 19 novembre 1995  | Kumamoto  | États-Unis   | 0-3 (7-15 5-15 9-15)       | -     | CM          | -                 |           |
| 20 novembre 1995  | Kumamoto  | Corée du Sud | 0-3 (9-15 10-15 9-15)      | -     | CM          | -                 |           |
| 22 novembre 1995  | Kagoshima | Cuba         | 1-3 (5-15 15-6 5-15 6-15)  | -     | CM          | -                 |           |
| 23 novembre 1995  | Kagoshima | Brésil       | 0-3 (6-15 9-15 12-15)      | -     | CM          | -                 |           |
| 26 novembre 1995  | Sendai    | Japon        | 0-3 (3-15 7-15 4-15)       | -     | CM          | -                 |           |
| 28 novembre 1995  | Sendai    | Égypte       | 0-3 (3-15 15-17 14-16)     | -     | CM          | -                 |           |
| 29 novembre 1995  | Fukushima | Chine        | 1-3 (15-11 7-15 7-15 7-15) | -     | CM          | -                 |           |
| 30 novembre 1995  | Tokyo     | Canada       | 0-3 (12-15 5-15 12-15)     | -     | CM          | -                 |           |
| 1er décembre 1995 | Chiba     | Argentine    | 0-3 (12-15 8-15 12-15)     | -     | CM          | -                 |           |
| 2 décembre 1995   | Tokyo     | Corée du Sud | 0-3 (5-15 5-15 9-15)       | -     | CM          | -                 |           |

CHAN : match du championnat d'Afrique 1995 ;
CM: match de la coupe du monde 1995.

## Sélections
Sélection pour le championnat d'Afrique 1995
- 13-Noureddine Hfaiedh, 8-Atef Loukil, 4-Mohamed Baghdadi, 7-Riadh Ghandri, 11-Tarak Aouni, 15-Ghazi Guidara, 14-Dhak Enneifar, 1-Ghazi Koubaa, 12-Faycal Ben Amara , 2-Riadh Hedhili, 9-Khaled Belaid, 10-Hichem Ben Romdhane, 6-Mohamed Ali Ben Cheikh
- Entraîneur :  Fethi Mkaouar

Sélection pour la coupe du monde 1995
- 13-Noureddine Hfaiedh, 8-Atef Loukil, 4-Mohamed Baghdadi, 7-Riadh Ghandri, 11-Tarak Aouni, 15-Ghazi Guidara, 1-Ghazi Koubaa, 12-Faycal Ben Amara , 2-Riadh Hedhili, 9-Khaled Belaid, 10-Hichem Ben Romdhane, 6-Mohamed Ali Ben Cheikh
- Entraîneur :  Fethi Mkaouar